# Офвиллер
Офвиллер (фр. Offwiller) — коммуна на северо-востоке Франции в регионе Гранд-Эст (бывший Эльзас — Шампань — Арденны — Лотарингия), департамент Нижний Рейн, округ Агно-Висамбур, кантон Рейшсоффен. До марта 2015 коммуна в составе упразднённого кантона Нидербронн-ле-Бен административно входила в состав упразднённого округа Агно.
Площадь коммуны — 15,92 км², население — 821 человек (2006) с тенденцией к снижению: 816 человек (2013), плотность населения — 51,3 чел/км².

## Население
Население коммуны в 2011 году составляло 822 человека, в 2012 году — 818 человек, а в 2013-м — 816 человек.
| 1962 | 1968 | 1975 | 1982 | 1990 | 1999 | 2006 | 2008 | 2011 | 2012 | 2013 |
| ---- | ---- | ---- | ---- | ---- | ---- | ---- | ---- | ---- | ---- | ---- |
| 900  | 933  | 926  | 897  | 882  | 852  | 821  | 823  | 822  | 818  | 816  |

Динамика населения:

## Экономика
В 2010 году из 549 человек трудоспособного возраста (от 15 до 64 лет) 417 были экономически активными, 132 — неактивными (показатель активности 76,0 %, в 1999 году — 72,1 %). Из 417 активных трудоспособных жителей работали 384 человека (223 мужчины и 161 женщина), 33 числились безработными (11 мужчин и 22 женщины). Среди 132 трудоспособных неактивных граждан 34 были учениками либо студентами, 52 — пенсионерами, а ещё 46 — были неактивны в силу других причин.

## Достопримечательности (фотогалерея)
- Панорама